# Groß Dölln
Groß Dölln ist seit 2003 ein Ortsteil der Stadt Templin im Landkreis Uckermark im Land Brandenburg der Bundesrepublik Deutschland.

## Geschichte

### Von der Steinzeit bis zum Bau der Glashütte
Die ersten Menschen erreichten das Döllner Umland schon in der Steinzeit, das beweisen Funde bei Väter, Kappe und Kurtschlag. Das wendische Wort dolan für Tal oder Wasserloch könnte namensgebend für das Dorf gewesen sein. 1729 wird, wegen des Holzreichtums in der Region, eine Glashütte in der Nähe des Döllnfließes gebaut. Dies hat die Gründung des Dorfes Dellen 1747 zur Folge. Schon immer profitierten die Siedler von dem Holzreichtum ihres Waldes, Holzverarbeitung bildete die wirtschaftliche Grundlage für sie.

### 1742–1933
Die Glashütte brannte jedoch 1742 bis auf die Grundfesten ab und ein Neubau wurde durch den Forst nicht gestattet. Am 23. März 1843 brannte fast das gesamte Dorf ab. Nachdem das Feuer nach mehreren Tagen endlich gelöscht werden konnte, benutzte man feuerfestere Materialien zum Neuaufbau des Dorfes. Ab 1871 trat ein gewisser Wohlstand in Groß Dölln ein, der bis zum Ersten Weltkrieg anhielt und besonders durch eine neu gebaute Verbindung nach Groß Schönebeck gefördert wurde.

### Groß Dölln unter der NS-Diktatur

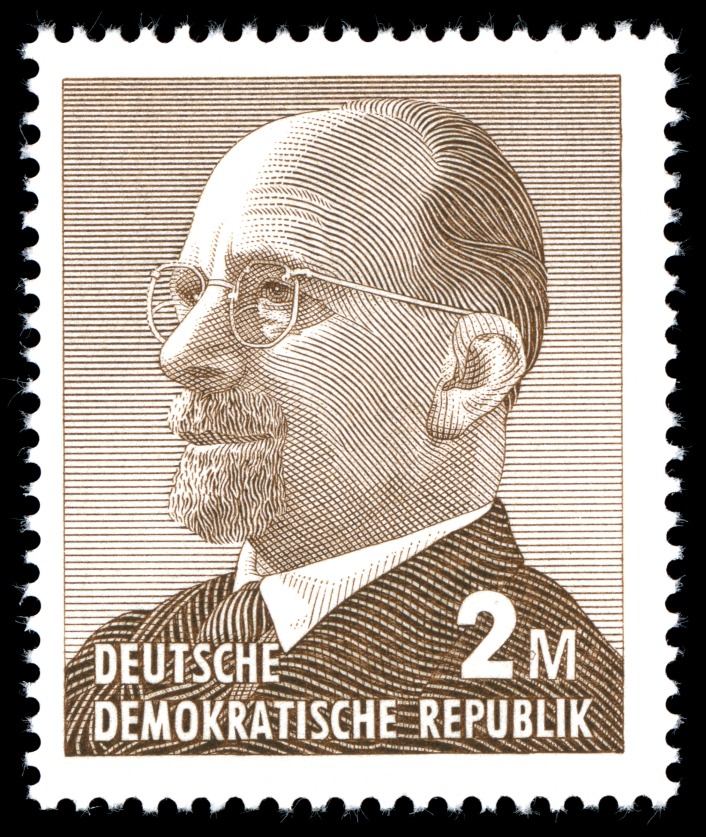
DDR-Briefmarke mit dem Gesicht Walter Ulbrichts

Nach 1933 wurde Groß Dölln immer stärker nazifiziert, Hitlerjugend und die NS-Frauenschaft wurden gegründet. Hermann Göring schätzte die Region und die Jagdmöglichkeiten der Schorfheide und ließ dort das Schloss Carinhall vom Architekten des Berliner Olympiastadions, Werner March, erbauen. Das Dorf hatte 45 Kriegstote zu beklagen. Göring verließ Carinhall am 20. April 1945, acht Tage später sprengte ein Luftwaffentrupp die Anlage, kurz bevor die Rote Armee sie erreichte. Die Hakenkreuzflagge am Kirchturm Groß Döllns wurde durch ein weißes Bettlaken ersetzt.

### Die Zeit des Sozialismus
In der Zeit der DDR verlor das Dorf an Bedeutung. Die Landwirtschaft wurde bedeutungslos, und auch der Versuch, in Groß Dölln eine Landwirtschaftliche Produktionsgenossenschaft zu gründen, scheiterte kläglich an schlechten Böden und an der ablehnenden Haltung der Bauern. In den Jahren 1952–1956 erbauten die Luftstreitkräfte der Sowjetunion hier den größten Militärflugplatz Europas, der für die Döllner, laut der Döllner Dorfchronik, nur Nachteile mit sich brachte, z. B. ständige Bedrohung durch die unsichere Kriegstechnik oder die extreme Lärmbelästigung. Arbeit fanden viele Döllner nach 1966 in dem neu erbauten Werk für Fernsehelektronik. Ein prominenter Sterbefall sei hier noch erwähnt: Staatsratsvorsitzender Walter Ulbricht starb in seinem Feriensitz bei Groß Dölln am 1. August 1973. Dieses Gästehaus wurde danach auch von Erich Honecker und Leonid Breschnew, als Staatsoberhaupt der Sowjetunion, bewohnt.
Zu DDR-Zeiten wurde beim Ort ein Ferienlager errichtet und betrieben, in dem Kinder der Republik ihre Ferientage verbringen konnten.

### Nach der politischen Wende
Die Wende wurde in dem Dorf mit einer Einwohnerversammlung eingeleitet, die einen neuen Bürgermeister und einen neuen Gemeinderat wählte. Die Amtsinhaber wechselten in den nächsten Jahren häufiger. Im Jahr 1992 trat die Gemeinde dem Amt Templin-Land bei.
Zusammen mit den zwölf weiteren Gemeinden des Amtes wurde Groß Dölln am 26. Oktober 2003 nach Templin eingemeindet.

### Bevölkerungsentwicklung

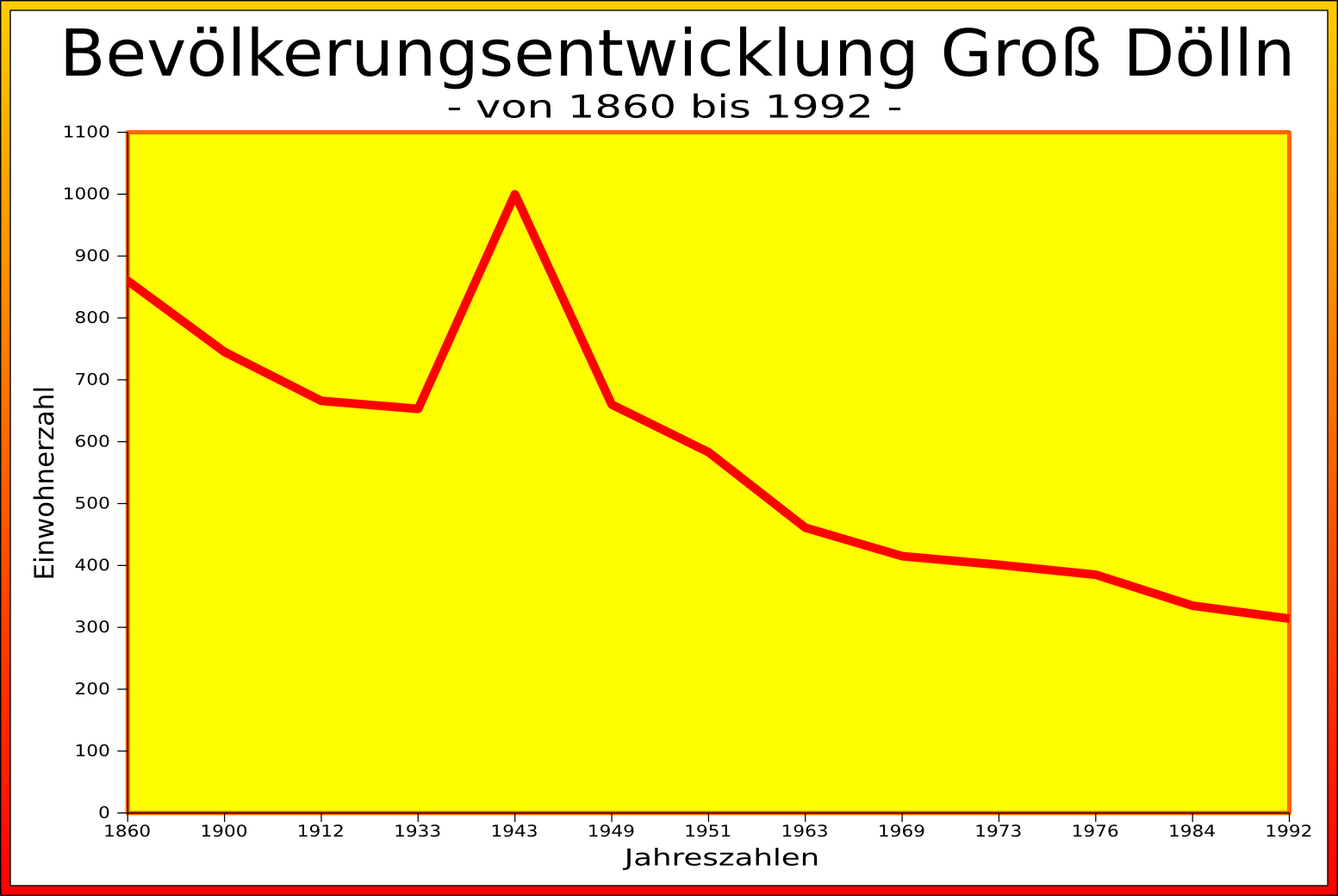
Bevölkerungsentwicklung von 1860 bis 1992

Die Einwohnerzahlen Groß Döllns schwankten stark im Laufe der Jahrhunderte. Ihren Höhepunkt findet die Zahl der Einwohner im Jahr 1943, als über 1000 Menschen in dem kleinen Dorf wohnten, den Großteil machten hier aus Berlin geflüchtete Familien und Flüchtlinge aus dem Osten des Reichs aus. Es wurde sogar ein kleines Flüchtlingslager für die Fremden gebaut. Ab 1949 nimmt die Zahl der Bevölkerung stetig ab.
| Jahr | Einwohnerzahl |
| ---- | ------------- |
| 1860 | 860           |
| 1900 | 745           |
| 1912 | 666           |
| 1933 | 653           |
| 1943 | ca. 1000      |
| 1949 | 660           |
| 1951 | 583           |
| 1963 | 461           |
| 1969 | 415           |
| 1973 | 401           |
| 1976 | 385           |
| 1984 | 335           |
| 1992 | 314           |

## Sehenswürdigkeiten

### Kirche

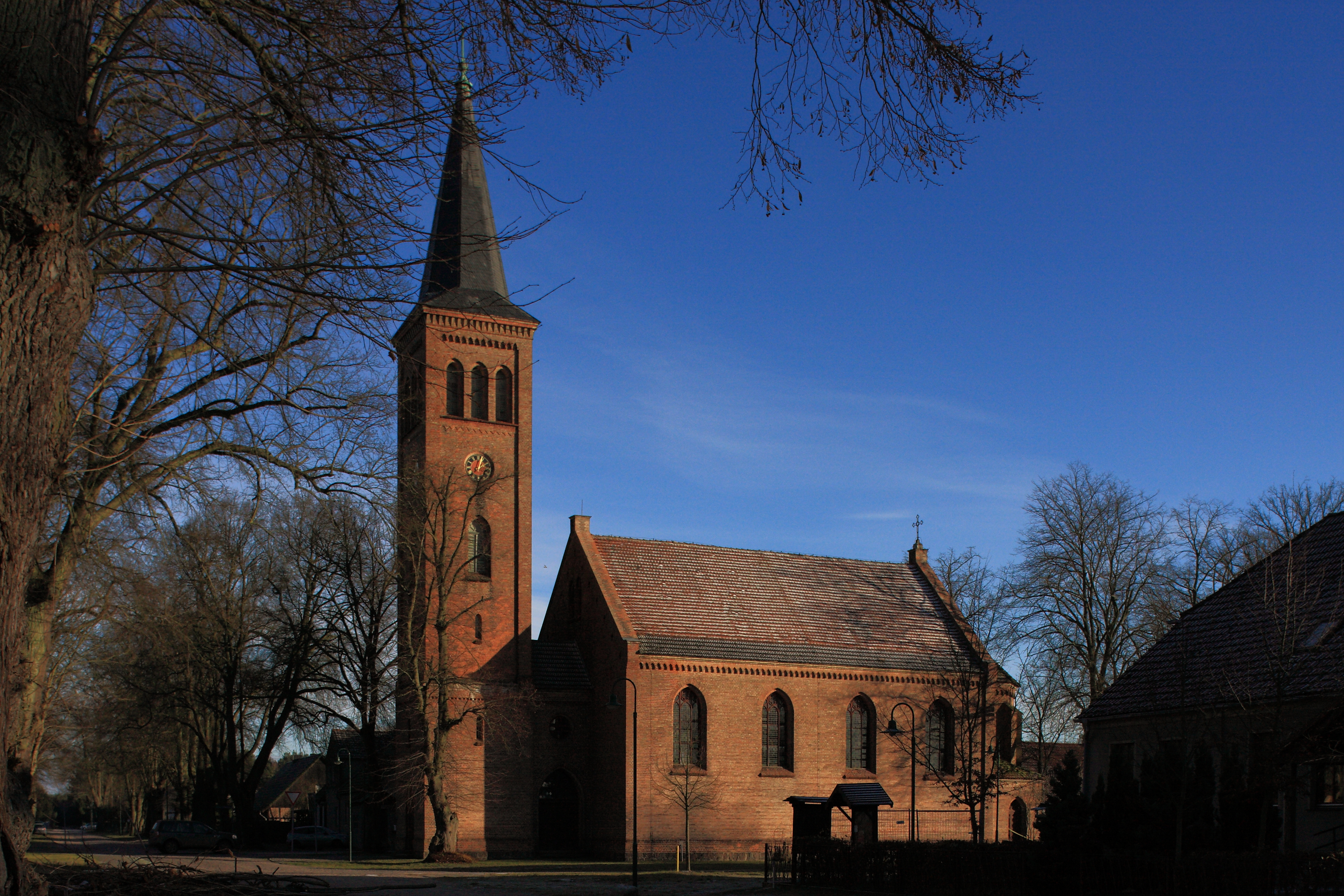
Die Döllner Dorfkirche aus Süd-Süd-West

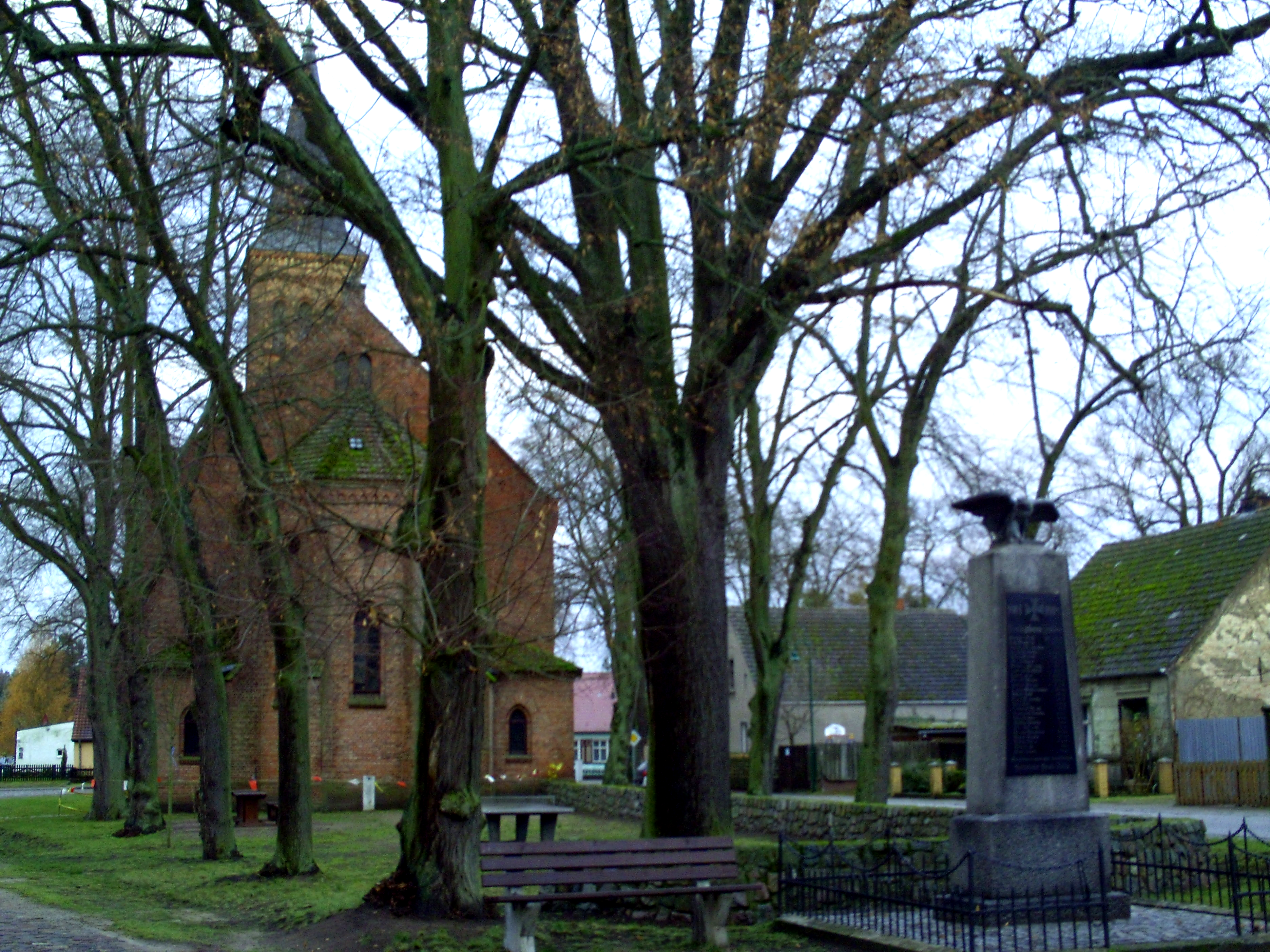
Die Döllner Dorfkirche mit Kriegerdenkmal aus Ost

Die erste Kirche in Dölln wurde 1735 auf Kosten der Hüttenleute fertiggestellt und geweiht. Die Taufschale wurde schon 1727 von der Frau des Glashüttenpächters Regina E. Preissig gestiftet und wird heute noch benutzt. Im März 1843 brannte die Kirche bei dem großen Feuer in Groß Dölln fast gänzlich ab, jedoch konnte der Dorfpfarrer eine neue, noch größere Kirche im neugotischen Stil schon sechs Jahre später am 15. Oktober 1849 weihen. Der Kirchturm hat eine imposante Höhe von 40,48 Metern. Eine Orgel erhielt die Kirche im Jahr 1883. Das Kreuz aus Eichenholz im Inneren ist 2,6 Meter hoch. Ein wertvoller Kronleuchter aus dem gesprengten Landsitz Carinhall schmückt die Kirche seit 1950. Dank der wohltätigen Spende eines Döllners von über 40.000 DM konnte die ganze Glockenanlage modernisiert werden. Jedes Jahr Ende Juni findet in dem Gotteshaus ein Kirchenfest statt, bei dem verschiedene Chöre auftreten und dessen Spendenerlös der Kirche zugutekommt. Die Aktion „Ein Ziegelstein für die Kirche“ ist eine Spendenaktion, mit der das marode Kirchendach wieder instand gesetzt werden soll. Zuletzt hat die Kirchengemeinde Groß Dölln im Winter 2010 ein Benefizkonzert, zugunsten einer verfallenen russisch-orthodoxen Kirche in Russland, veranstaltet.

### Denkmal
Nachdem im Ersten Weltkrieg 28 Döllner fielen, wurde ihnen zwei Jahre nach Kriegsende, im Jahr 1920, ein Denkmal im Luthergarten gesetzt. Durch eine bürgerliche Initiative konnte das Denkmal nach dem Zweiten Weltkrieg vor dem Abriss bewahrt werden.

### Döllnfließ
→ Siehe Hauptartikel: Döllnfließ
Bis ins 20. Jahrhundert bestimmte das Döllnfließ die Entwicklung des Dorfes maßgeblich. Der Fluss wurde im Mittelalter als Verbindung zwischen den Döllnseen und der Havel angelegt, um das in der Schorfheide geschlagene Holz zur Havel flößen zu können, doch nach dem Bau der Waldbahn wurde die Flößerei überflüssig. Das Döllnfließ ist heute Bestandteil des Biosphärenreservats Schorfheide/Chorin.

### Hotel Döllnsee

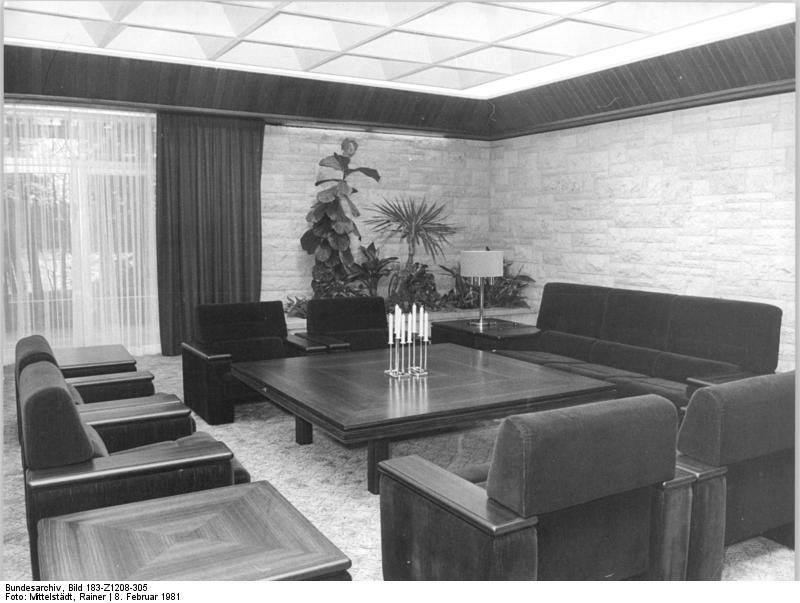
Konferenzraum des Gästehauses des Staatsrates der DDR am 8. Februar 1981

Das heutige Hotel war das Gästehaus des Landsitzes Carinhall. Hier verschworen sich, laut der Chronik von Rudolf Pastorino, die Köpfe der Achsenmächte, Hitler, Mussolini und der japanische Außenminister gegen die Welt. Es blieb von der Sprengung des Schlosses verschont. Nach dem Krieg wurde das Gebäude als FDJ-Ferienheim und später als Residenz der SED-Spitze genutzt. Wilhelm Pieck, Walter Ulbricht, der hier starb, Erich Honecker und auch Leonid Breschnew waren hier des Öfteren zu Gast. Heute ist das geschichtsträchtige Domizil ein luxuriöses 4-Sterne-Hotel mit ca. 60 Beschäftigten, das über eine Saunalandschaft, einen Pool, eine Massagelounge und eine Cocktailbar verfügt. Es bietet einige Freizeitprogramme an, z. B. Ausflüge in die Kerzenwerkstatt Templin oder zweitägige Ausflüge zum Straußenhof Berkenlatten.

### Glashütte
Die Glashütte ist der Grund für die Gründung von Dölln. 1729 errichtet, bestimmte sie über viele Jahre das Geschehen im Dorf. Zwanzig Häuser waren von den Arbeitern der Glashütte, wie Glasbläser, Former und Holzarbeiter bewohnt. In der Glashütte wurde grünes Flaschenglas hergestellt, das mit einem eingepressten Siegel versehen war. Nach 15-jährigem Betrieb brannte die Glashütte (1744) ab und wurde nicht wieder aufgebaut. Noch heute erinnert an die ehemalige Glashütte ein alter Lagerschuppen in der Reihenstraße, die schon damals so geheißen hat.

### Friedhof
Bis zur großen Feuersbrunst 1843, bei der auch die Kirche abbrannte, befand sich der Friedhof an der Kirche. Danach wurde ein neuer Friedhof an der Kleinen Dellenstraße (früher Schönebecker Chaussee) angelegt, der Ende des 19. Jahrhunderts erweitert wurde. Die Friedhofskapelle ist um 1911 eingeweiht worden. Im Jahre 1942 musste aus Platzgründen ein neuer Friedhof angelegt werden, der sich in Sichtweite des alten Friedhofes befindet. Beide Friedhöfe erhielten 1977 einen Wasseranschluss.